# Ramsund
Ramsund är en tätort i Tjeldsunds kommun i Troms fylke i norra Norge. Orten ligger vid fylkesväg 8240, på den östra sidan av Ramsundet.